# Ouélessébougou
Ouélessébougou es una comuna o municipio del círculo de Kati de la región de Kulikoró, en Malí. En abril de 2009 tenía una población censada de 50 039 habitantes.
Se encuentra ubicada al suroeste del país, cerca de la capital nacional, Bamako, y de la frontera con República de Guinea.